# Bobbie Heine

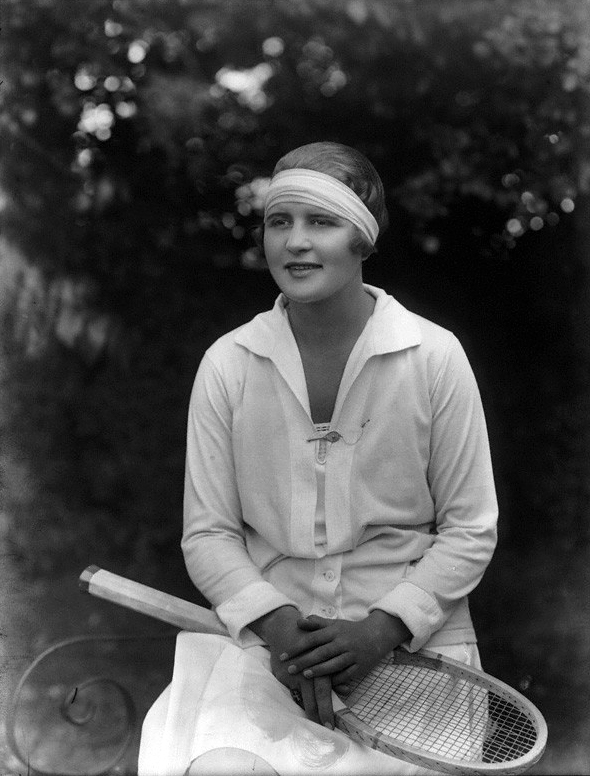
Bobbie Heine Miller (1927)

Esther „Bobbie“ Heine Miller (* 5. Dezember 1909 in Greytown, Südafrika als Esther Heine; † 31. Juli 2016 in Canberra, Australien) war eine südafrikanische Tennisspielerin.

## Leben
Heine wuchs auf einer Farm ihrer Eltern in Winterton in der ehemaligen Provinz Natal mit einer Schwester und drei Brüdern auf. Auf einem Tennisplatz gegenüber ihrer Schule erlernte sie das Tennisspiel. Sie gewann in Folge mehrere regionale Turniere sowie später die südafrikanischen Meisterschaften in den Jahren 1928, 1931, 1932, 1936 und 1937. Bereits in ihrer Jugend erhielt sie von einem Funktionär des südafrikanischen Tennisverbandes den Spitznamen „Bobbie“ verpasst, weil sie ihn an einen englischen Polizisten erinnerte.
1927 gewann sie mit ihrer Landsfrau Irene Peacock das Damendoppel der französischen Tennismeisterschaften. Im selben Jahr erreichten die beiden das Finale der Wimbledon Championships, in dem sie sich allerdings den US-Amerikanerinnen Helen Wills Moody und Elizabeth Ryan geschlagen geben mussten.
Bei den französischen Meisterschaften 1929 erreichte Heine mit Alida Neave erneut das Finale, musste sich jedoch der Spanierin Lilí Álvarez und der Niederländerin Cornelia Bouman geschlagen geben. Im selben Jahr siegte sie im Einzel bei den irischen Meisterschaften und den britischen Hartplatzmeisterschaften.
1931 heiratete sie den Farmer Harry Miller und bekam später zwei Kinder. Ihr Mann starb bei einer Mandeloperation kurz nach seiner Rückkehr aus dem Kriegsdienst im Zweiten Weltkrieg.
1947 wollte die Südafrikanerin ein Comeback bei den Wimbledon Championships versuchen. Ihr Flugzeug fing jedoch über Ägypten Feuer und stürzte ab. Heine-Miller und die übrigen Passagiere überlebten das Unglück, jedoch war ihre gesamte Tennisausrüstung verloren.
In den folgenden Jahrzehnten arbeitete Heine-Miller in einem Sportgeschäft in Südafrika und begleitete Schülerinnen auf Reisen nach Europa. Ende der 1970er Jahre wanderte sie zu ihrer Familie ins australische Canberra aus. 2009 feierte sie dort ihren 100. Geburtstag.

## Doppeltitel
| Nr. | Jahr | Turnier                      | Partnerin     | Finalgegnerinnen            | Endergebnis |
| 1.  | 1927 | Französische Meisterschaften | Irene Peacock | Peggy Michell Phoebe Watson | 6:2, 6:1    |